# Corps, Isère
Corps är en kommun i departementet Isère i regionen Auvergne-Rhône-Alpes i sydöstra Frankrike. Kommunen ligger i kantonen Corps som tillhör arrondissementet Grenoble. År 2022 hade Corps 424 invånare.

## Befolkningsutveckling
Antalet invånare i kommunen Corps
Referens:INSEE